# George Pal

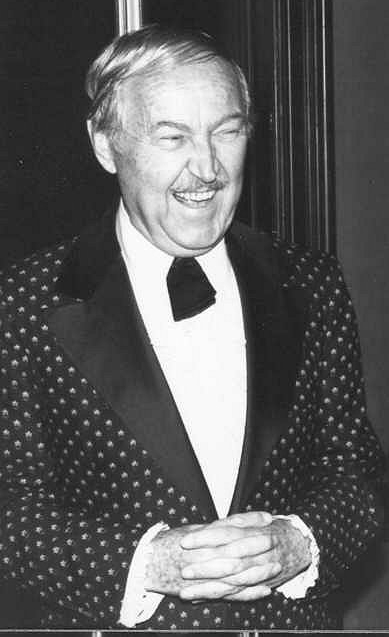
George Pal

George Pal (* 1. Februar 1908 in Cegléd, Österreich-Ungarn, als György Pál Marczincsak; † 2. Mai 1980 in Beverly Hills, Kalifornien, USA) war ein ungarisch-US-amerikanischer Tricktechniker, der als Filmproduzent und Filmregisseur durch Science-Fiction- und Fantasyfilme bekannt wurde.

## Leben
Der Sohn der Unterhaltungskünstler Maria und George Pal sen. arbeitete nach Abschluss der Budapester Akademie der Künste 1928 für die Hunnia Films. Danach war er von 1931 bis 1932 Leiter der Zeichentrick-Abteilung der UFA-Filmstudios in Berlin und gründete am 15. Oktober 1931 mit dem Kaufmann Paul Wittke jr. die Trickfilmstudio GmbH. Während dieser Zeit gelang ihm mit Hilfe des Stop-Motion-Verfahrens eine Weiterentwicklung des Zeichen- und Puppentrickfilms. Nach der Machtergreifung der Nationalsozialisten war er als Ausländer unerwünscht und er verließ Deutschland. Nach kurzer Zeit in Prag ging er nach Paris und schließlich in die Niederlande, wo er ab 1934 in seinem eigenen Studio animierte Werbekurzfilme herstellte.
Pal erhielt 1939 das amerikanische Visum und zog 1940 mit seiner Familie nach New York. Er erhielt einen Vertrag der Paramount-Filmstudios und stellte zwischen 1941 und 1947 nicht weniger als 40 Puppentrickfilme, sogenannte Puppetoons, her. Sieben dieser Filme wurden für den Oscar nominiert. Für die Entwicklung dieser Trickkombination, die er bereits in Europa patentieren ließ, erhielt Pal einen Ehrenoscar. Zu seinen Mitarbeitern gehörten auch Willis O’Brien und Ray Harryhausen.
Nach diesen Erfolgen im Kurzfilm wandte er sich dem Realfilm zu. Mit der Eagle Lion Films produzierte er 1950 zwei Filme. Nach dem Erfolg der zweiten Produktion realisierte er zwischen 1951 und 1955 fünf Filme für die Paramount. Er legte als Produzent viel Wert auf die sorgfältige Ausführung der Spezialeffekte. Endstation Mond, Der jüngste Tag und die H.-G.-Wells-Verfilmung Kampf der Welten erhielten den Oscar für die besten Spezialeffekte. Die Paramount wandte sich 1955 vom Science-Fiction-Film ab. Pal verließ die Firma. Für sein nächstes Projekt fand er die Unterstützung der britischen MGM-Studios, übernahm selbst die Regie und übergab die Spezialeffekte der Firma Project Unlimited. Unter seiner Regie, in Zusammenarbeit mit der Metro-Goldwyn-Mayer und der Project Unlimited, entstanden zwischen 1960 und 1964 vier weitere Märchen- und Fantasyfilme. Project Unlimited entwickelte für diese Filme Spezialeffekte, die für ihre Zeit herausragend waren. So wurden mit einfachsten Mitteln Real- und Trickaufnahmen kombiniert, die heutzutage nur noch mit Computerunterstützung erstellt werden. Das Musical Der kleine Däumling und die eindrückliche H. G. Wells-Verfilmung Die Zeitmaschine gewannen den Oscar für die besten Spezialeffekte. Nominiert wurde auch Der mysteriöse Dr. Lao, der aber ein finanzieller Fehlschlag wurde. Pal gab die Regietätigkeit auf. Eine weitere MGM-Produktion entstand 1968. Für die Warner Bros. produzierte er 1975 seinen letzten Film. Weitere Projekte kamen nicht mehr zustande.
George Pal war seit 1930 mit Elisabeth Josepha (Zsoka) Grandjean verheiratet. Die Söhne David (* 1937) und Peter (* 1941) entstammten dieser Ehe. Er starb im Alter von 72 Jahren an einem Herzanfall und wurde auf dem Holy Cross Cemetery in Culver City beigesetzt. Sein Stern auf dem Walk of Fame befindet sich in der 1722 Vine Street.
Die Erinnerung an George Pal wird heute vor allem von Arnold Leibovit wachgehalten, der 1985 nicht nur den Dokumentarfilm The Fantasy Film Worlds of George Pal herausbrachte, sondern 1987 auch die Hommage The Puppetoon Movie. Er präsentierte 2002 Die Zeitmaschine in einer Neuverfilmung und produzierte 2004 die Filmmusik-Kompilation The Fantasy Film Music of George Pal.
In dem Eröffnungssong Science Fiction/Double Feature der Rocky Horror Show wird George Pal besungen: "But when worlds collide, said George Pal to his bride, I'm gonna give you some terrible thrills, like a:".

## Filmografie (Auswahl)
- 1941: Rhythm in the Ranks
- 1942: Tulips Shall Grow
- 1943: The 500 Hats of Bartholomew Cubbins
- 1944: And to Think I Saw It on Mulberry Street
- 1945: Jasper and the Beanstalk
- 1946: John Henry and the Inky-Poo
- 1947: Tubby the Tuba
- 1947: Mädchen für Hollywood (Variety Girl), Trickszenen
- 1950: Der Weihnachtswunsch (The Great Rupert), nur Produktion
- 1950: Endstation Mond (Destination Moon), nur Produktion
- 1951: Der jüngste Tag (When Worlds Collide), nur Produktion
- 1953: Houdini, der König des Varieté (Houdini), nur Produktion
- 1953: Kampf der Welten (The War of the Worlds), nur Produktion
- 1954: Wenn die Marabunta droht (The Naked Jungle), nur Produktion
- 1955: Die Eroberung des Weltalls (Conquest of Space), nur Produktion
- 1958: Der kleine Däumling (tom thumb)
- 1960: Die Zeitmaschine (The Time Machine)
- 1961: Atlantis, der verlorene Kontinent (Atlantis – The Lost Continent)
- 1962: Die Wunderwelt der Gebrüder Grimm (The Wonderful World of the Brothers Grimm)
- 1964: Der mysteriöse Dr. Lao (7 Faces of Dr. Lao)
- 1968: Die sechs Verdächtigen (The Power)
- 1975: Doc Savage – Der Mann aus Bronze (Doc Savage: The Man of Bronze), nur Produktion

## Auszeichnungen
- 1942: Oscar-Nominierung für den besten animierten Kurzfilm: Rhythm in the Ranks (1941)
- 1943: Oscar-Nominierung für den besten animierten Kurzfilm: Tulips Shall Grow (1942)
- 1944: Oscar-Nominierung für den besten animierten Kurzfilm: The 500 Hats of Bartholomew Cubbins (1943)
- 1944: Ehrenoscar für seine Kombination aus Zeichen- und Puppentrick
- 1945: Oscar-Nominierung für den besten animierten Kurzfilm: And to Think I Saw It on Mulberry Street (1944)
- 1946: Oscar-Nominierung für den besten animierten Kurzfilm: Jasper and the Beanstalk (1945)
- 1947: Oscar-Nominierung für den besten animierten Kurzfilm: John Henry and the Inky-Poo (1946)
- 1948: Oscar-Nominierung für den besten animierten Kurzfilm: Tubby the Tuba (1947)